# Myristica kalkmanii
Espèce
Statut de conservation UICN

 LC  : Préoccupation mineure
Myristica kalkmanii est une espèce de plantes de la famille des Myristicaceae.

## Publication originale
- Blumea 40(2): 294. 1995.